# دئوکسی‌آدنوزین مونوفسفات
دئوکسی‌آدنوزین مونوفسفات (به انگلیسی: Deoxyadenosine monophosphate) با فرمول شیمیایی C۱۰H۱۴N۵O۶P یک نوکلئوزید مونوفسفات با شناسه پاب‌کم ۶۲۱ است که جرم مولی آن ۳۳۱٫۲۲۲ g/mol می‌باشد. 